# ウォルト・ハザード
ウォルト・ハザード (Walt Hazzard, 1942年4月15日 - 2011年11月18日) は、アメリカ合衆国の元バスケットボール選手。1964年東京オリンピック金メダリスト。イスラム教に改宗後はマフディー・アブドゥル＝ラーマン (Mahdi Abdul-Rahman) に改名。デラウェア州、ウィルミントン出身。UCLA時代は同校を初のNCAAトーナメント優勝に導き、その後はプロリーグNBA入り。現役引退後は母校に戻ってコーチを務めた。

## 経歴

### UCLA
UCLAではジョン・ウッデン指揮の下、ゲイル・グッドリッチと共に強力なバックコートを形成しチームを牽引。1963-64シーズンには同校を無敗でNCAAトーナメント初優勝に導き、後に続く9回の優勝、七連覇とUCLAの黄金期への道を拓いた。個人としてはトーナメント最優秀選手、USBWA（全米バスケットボール記者協会）選出のカレッジ年間最優秀選手、オールアメリカンチームに選ばれ、背番号『42』はUCLAの永久欠番となった（後にケビン・ラブに42番の着用を許可する）。
1964年東京オリンピックではアメリカ代表に選ばれ、金メダルを獲得した。

### NBAキャリア
1964年のNBAドラフトで地域指名（地元出身の選手を指名できる制度）を受けてロサンゼルス・レイカーズに入団。ハザードは10シーズンのキャリアで延べ6チームを渡り歩き、この間にムスリムとなった。キャリアハイは1シーズンのみ過ごしたシアトル・スーパーソニックスで1967-68シーズンに記録した24.2得点4.2リバウンド6.2アシスト。このシーズンにはオールスターゲームにも出場を果たした。NBA通算成績は724試合の出場で、9,087得点3,555アシスト、平均12.6得点4.9アシストだった。

### UCLAコーチ
1984年から母校UCLAのヘッドコーチに就任（ウォルト・ハザードの名で活動した）。同じ年にUCLA体育殿堂入りした。4シーズン指揮し、125試合で77勝をあげ、1985年にはNIT優勝、1987年にはPac-10のレギュラーシーズン優勝とトーナメント優勝に導いている。

### 死去
2011年11月18日、心臓疾患のためアメリカ合衆国カリフォルニア州のカリフォルニア大学ロサンゼルス校内のロナルド・レーガンUCLAメディカルセンターで死去。69歳没。